# Зеверс, Иоганн
Иоганн (Янис) Зеверс (латыш. Jānis Zēvers, нем. Johann Sehwers; 28 июня 1868, Вецпиебалгский край — 7 ноября 1940, Познань) — российский, позднее латвийский шахматный композитор, один из ведущих этюдистов начала XX века. «Этюды Зеверса отличались естественным построением, схожим с позицией из практической партии, неожиданными и красивыми идеями, насыщенной игрой, нетрудным, без сложных аналитических доказательств решением».
По основной специальности — лингвист, автор большого числа публикаций, из которых наиболее известны «Лингвокультурно-исторические исследования о влиянии немецкого языка на латышский». Председатель Латышского литературного общества (с 1925 года).

## Биография
Родился в 1868 году в немецкой фермерской семье недалеко от Вецпиебалги в северо-восточной Латвии (Российская империя). По окончании педагогического колледжа в Тарту Зеверс работал школьным учителем.
С 1910 по 1914 годы он использовал летние каникулы для обучения в Цюрихском университете. В 1918 году, уже в независимой Латвии, он защитил докторскую диссертацию по филологии. С 1925 года Зеверс был избран председателем Латышского литературного общества.
В 1939 году, в ходе репатриации прибалтийских немцев в Германию, уехал вместе со своей женой Альмой (урожденной Хюн) в Познань. Умер год спустя.

## Память
В феврале 2018 года состоялась международная научная конференция, посвященная 150-летию Зеверса. Конференция была организована Институтом латышского языка, гуманитарным факультетом Латвийского университета, факультетом славистики университета и факультетом переводческих исследований Вентспилсской высшей школы.

## Шахматное творчество
Зеверс в ранние годы участвовал в местных шахматных турнирах; около 1898 года начал сочинять шахматные этюды. Всего Зеверс опубликовал около 100 этюдов, 87 из которых он включил  в авторскую антологию, изданную в 1922 году.
На международном конкурсе составления этюдов, проведенном газетой «Rigaer Tageblatt» в 1905 году, этюды Зеверса заняли первое и второе места (судьи — Ф. Амелунг, Я. Бетиньш).
|   | a | b | c | d | e | f | g | h |   |
| - | --- | --- | --- | --- | --- | --- | --- | --- | - |
| 8 | g8 чёрный слон · h8 чёрный ферзь · h7 чёрная пешка · b6 чёрный король · h5 белая ладья · h4 белый слон · a3 белый король | g8 чёрный слон · h8 чёрный ферзь · h7 чёрная пешка · b6 чёрный король · h5 белая ладья · h4 белый слон · a3 белый король | g8 чёрный слон · h8 чёрный ферзь · h7 чёрная пешка · b6 чёрный король · h5 белая ладья · h4 белый слон · a3 белый король | g8 чёрный слон · h8 чёрный ферзь · h7 чёрная пешка · b6 чёрный король · h5 белая ладья · h4 белый слон · a3 белый король | g8 чёрный слон · h8 чёрный ферзь · h7 чёрная пешка · b6 чёрный король · h5 белая ладья · h4 белый слон · a3 белый король | g8 чёрный слон · h8 чёрный ферзь · h7 чёрная пешка · b6 чёрный король · h5 белая ладья · h4 белый слон · a3 белый король | g8 чёрный слон · h8 чёрный ферзь · h7 чёрная пешка · b6 чёрный король · h5 белая ладья · h4 белый слон · a3 белый король | g8 чёрный слон · h8 чёрный ферзь · h7 чёрная пешка · b6 чёрный король · h5 белая ладья · h4 белый слон · a3 белый король | 8 |
| 7 | g8 чёрный слон · h8 чёрный ферзь · h7 чёрная пешка · b6 чёрный король · h5 белая ладья · h4 белый слон · a3 белый король | g8 чёрный слон · h8 чёрный ферзь · h7 чёрная пешка · b6 чёрный король · h5 белая ладья · h4 белый слон · a3 белый король | g8 чёрный слон · h8 чёрный ферзь · h7 чёрная пешка · b6 чёрный король · h5 белая ладья · h4 белый слон · a3 белый король | g8 чёрный слон · h8 чёрный ферзь · h7 чёрная пешка · b6 чёрный король · h5 белая ладья · h4 белый слон · a3 белый король | g8 чёрный слон · h8 чёрный ферзь · h7 чёрная пешка · b6 чёрный король · h5 белая ладья · h4 белый слон · a3 белый король | g8 чёрный слон · h8 чёрный ферзь · h7 чёрная пешка · b6 чёрный король · h5 белая ладья · h4 белый слон · a3 белый король | g8 чёрный слон · h8 чёрный ферзь · h7 чёрная пешка · b6 чёрный король · h5 белая ладья · h4 белый слон · a3 белый король | g8 чёрный слон · h8 чёрный ферзь · h7 чёрная пешка · b6 чёрный король · h5 белая ладья · h4 белый слон · a3 белый король | 7 |
| 6 | g8 чёрный слон · h8 чёрный ферзь · h7 чёрная пешка · b6 чёрный король · h5 белая ладья · h4 белый слон · a3 белый король | g8 чёрный слон · h8 чёрный ферзь · h7 чёрная пешка · b6 чёрный король · h5 белая ладья · h4 белый слон · a3 белый король | g8 чёрный слон · h8 чёрный ферзь · h7 чёрная пешка · b6 чёрный король · h5 белая ладья · h4 белый слон · a3 белый король | g8 чёрный слон · h8 чёрный ферзь · h7 чёрная пешка · b6 чёрный король · h5 белая ладья · h4 белый слон · a3 белый король | g8 чёрный слон · h8 чёрный ферзь · h7 чёрная пешка · b6 чёрный король · h5 белая ладья · h4 белый слон · a3 белый король | g8 чёрный слон · h8 чёрный ферзь · h7 чёрная пешка · b6 чёрный король · h5 белая ладья · h4 белый слон · a3 белый король | g8 чёрный слон · h8 чёрный ферзь · h7 чёрная пешка · b6 чёрный король · h5 белая ладья · h4 белый слон · a3 белый король | g8 чёрный слон · h8 чёрный ферзь · h7 чёрная пешка · b6 чёрный король · h5 белая ладья · h4 белый слон · a3 белый король | 6 |
| 5 | g8 чёрный слон · h8 чёрный ферзь · h7 чёрная пешка · b6 чёрный король · h5 белая ладья · h4 белый слон · a3 белый король | g8 чёрный слон · h8 чёрный ферзь · h7 чёрная пешка · b6 чёрный король · h5 белая ладья · h4 белый слон · a3 белый король | g8 чёрный слон · h8 чёрный ферзь · h7 чёрная пешка · b6 чёрный король · h5 белая ладья · h4 белый слон · a3 белый король | g8 чёрный слон · h8 чёрный ферзь · h7 чёрная пешка · b6 чёрный король · h5 белая ладья · h4 белый слон · a3 белый король | g8 чёрный слон · h8 чёрный ферзь · h7 чёрная пешка · b6 чёрный король · h5 белая ладья · h4 белый слон · a3 белый король | g8 чёрный слон · h8 чёрный ферзь · h7 чёрная пешка · b6 чёрный король · h5 белая ладья · h4 белый слон · a3 белый король | g8 чёрный слон · h8 чёрный ферзь · h7 чёрная пешка · b6 чёрный король · h5 белая ладья · h4 белый слон · a3 белый король | g8 чёрный слон · h8 чёрный ферзь · h7 чёрная пешка · b6 чёрный король · h5 белая ладья · h4 белый слон · a3 белый король | 5 |
| 4 | g8 чёрный слон · h8 чёрный ферзь · h7 чёрная пешка · b6 чёрный король · h5 белая ладья · h4 белый слон · a3 белый король | g8 чёрный слон · h8 чёрный ферзь · h7 чёрная пешка · b6 чёрный король · h5 белая ладья · h4 белый слон · a3 белый король | g8 чёрный слон · h8 чёрный ферзь · h7 чёрная пешка · b6 чёрный король · h5 белая ладья · h4 белый слон · a3 белый король | g8 чёрный слон · h8 чёрный ферзь · h7 чёрная пешка · b6 чёрный король · h5 белая ладья · h4 белый слон · a3 белый король | g8 чёрный слон · h8 чёрный ферзь · h7 чёрная пешка · b6 чёрный король · h5 белая ладья · h4 белый слон · a3 белый король | g8 чёрный слон · h8 чёрный ферзь · h7 чёрная пешка · b6 чёрный король · h5 белая ладья · h4 белый слон · a3 белый король | g8 чёрный слон · h8 чёрный ферзь · h7 чёрная пешка · b6 чёрный король · h5 белая ладья · h4 белый слон · a3 белый король | g8 чёрный слон · h8 чёрный ферзь · h7 чёрная пешка · b6 чёрный король · h5 белая ладья · h4 белый слон · a3 белый король | 4 |
| 3 | g8 чёрный слон · h8 чёрный ферзь · h7 чёрная пешка · b6 чёрный король · h5 белая ладья · h4 белый слон · a3 белый король | g8 чёрный слон · h8 чёрный ферзь · h7 чёрная пешка · b6 чёрный король · h5 белая ладья · h4 белый слон · a3 белый король | g8 чёрный слон · h8 чёрный ферзь · h7 чёрная пешка · b6 чёрный король · h5 белая ладья · h4 белый слон · a3 белый король | g8 чёрный слон · h8 чёрный ферзь · h7 чёрная пешка · b6 чёрный король · h5 белая ладья · h4 белый слон · a3 белый король | g8 чёрный слон · h8 чёрный ферзь · h7 чёрная пешка · b6 чёрный король · h5 белая ладья · h4 белый слон · a3 белый король | g8 чёрный слон · h8 чёрный ферзь · h7 чёрная пешка · b6 чёрный король · h5 белая ладья · h4 белый слон · a3 белый король | g8 чёрный слон · h8 чёрный ферзь · h7 чёрная пешка · b6 чёрный король · h5 белая ладья · h4 белый слон · a3 белый король | g8 чёрный слон · h8 чёрный ферзь · h7 чёрная пешка · b6 чёрный король · h5 белая ладья · h4 белый слон · a3 белый король | 3 |
| 2 | g8 чёрный слон · h8 чёрный ферзь · h7 чёрная пешка · b6 чёрный король · h5 белая ладья · h4 белый слон · a3 белый король | g8 чёрный слон · h8 чёрный ферзь · h7 чёрная пешка · b6 чёрный король · h5 белая ладья · h4 белый слон · a3 белый король | g8 чёрный слон · h8 чёрный ферзь · h7 чёрная пешка · b6 чёрный король · h5 белая ладья · h4 белый слон · a3 белый король | g8 чёрный слон · h8 чёрный ферзь · h7 чёрная пешка · b6 чёрный король · h5 белая ладья · h4 белый слон · a3 белый король | g8 чёрный слон · h8 чёрный ферзь · h7 чёрная пешка · b6 чёрный король · h5 белая ладья · h4 белый слон · a3 белый король | g8 чёрный слон · h8 чёрный ферзь · h7 чёрная пешка · b6 чёрный король · h5 белая ладья · h4 белый слон · a3 белый король | g8 чёрный слон · h8 чёрный ферзь · h7 чёрная пешка · b6 чёрный король · h5 белая ладья · h4 белый слон · a3 белый король | g8 чёрный слон · h8 чёрный ферзь · h7 чёрная пешка · b6 чёрный король · h5 белая ладья · h4 белый слон · a3 белый король | 2 |
| 1 | g8 чёрный слон · h8 чёрный ферзь · h7 чёрная пешка · b6 чёрный король · h5 белая ладья · h4 белый слон · a3 белый король | g8 чёрный слон · h8 чёрный ферзь · h7 чёрная пешка · b6 чёрный король · h5 белая ладья · h4 белый слон · a3 белый король | g8 чёрный слон · h8 чёрный ферзь · h7 чёрная пешка · b6 чёрный король · h5 белая ладья · h4 белый слон · a3 белый король | g8 чёрный слон · h8 чёрный ферзь · h7 чёрная пешка · b6 чёрный король · h5 белая ладья · h4 белый слон · a3 белый король | g8 чёрный слон · h8 чёрный ферзь · h7 чёрная пешка · b6 чёрный король · h5 белая ладья · h4 белый слон · a3 белый король | g8 чёрный слон · h8 чёрный ферзь · h7 чёрная пешка · b6 чёрный король · h5 белая ладья · h4 белый слон · a3 белый король | g8 чёрный слон · h8 чёрный ферзь · h7 чёрная пешка · b6 чёрный король · h5 белая ладья · h4 белый слон · a3 белый король | g8 чёрный слон · h8 чёрный ферзь · h7 чёрная пешка · b6 чёрный король · h5 белая ладья · h4 белый слон · a3 белый король | 1 |
|   | a | b | c | d | e | f | g | h |   |

Решение:

Единственный путь к спасению белых — использовать стеснённое положение чёрного ферзя.

1. Лh5–b5+! Крb6–c6 (a6) После 1... Кр:b5 2. Сf6! Ф:f6 пат, на 1... Крa7 белые ответили бы 2. Сf2+ Крa8 3. Лb8+ Кр:b8 4. Сd4! Ф; d4 пат, а на 1... Крc7 последует 2. Сg3+ Крd7 3. Сe5 с выигрышем ферзя и ничьей.

2. Лb5–b6+! Крc6:b6 (иначе 3. Сf6 с ничьей)

3. Сh4–f2+ Кр~

4. Сf2–d4 Фh8:d4 пат

|   | a | b | c | d | e | f | g | h |   |
| - | --- | --- | --- | --- | --- | --- | --- | --- | - |
| 8 | d8 чёрный король · a7 белая ладья · h7 чёрная пешка · c6 чёрная пешка · e6 чёрная пешка · g6 чёрная пешка · h6 чёрный ферзь · e4 белый конь · h4 чёрная пешка · e3 белая пешка · f3 белая пешка · e2 белый король · h2 белая пешка | d8 чёрный король · a7 белая ладья · h7 чёрная пешка · c6 чёрная пешка · e6 чёрная пешка · g6 чёрная пешка · h6 чёрный ферзь · e4 белый конь · h4 чёрная пешка · e3 белая пешка · f3 белая пешка · e2 белый король · h2 белая пешка | d8 чёрный король · a7 белая ладья · h7 чёрная пешка · c6 чёрная пешка · e6 чёрная пешка · g6 чёрная пешка · h6 чёрный ферзь · e4 белый конь · h4 чёрная пешка · e3 белая пешка · f3 белая пешка · e2 белый король · h2 белая пешка | d8 чёрный король · a7 белая ладья · h7 чёрная пешка · c6 чёрная пешка · e6 чёрная пешка · g6 чёрная пешка · h6 чёрный ферзь · e4 белый конь · h4 чёрная пешка · e3 белая пешка · f3 белая пешка · e2 белый король · h2 белая пешка | d8 чёрный король · a7 белая ладья · h7 чёрная пешка · c6 чёрная пешка · e6 чёрная пешка · g6 чёрная пешка · h6 чёрный ферзь · e4 белый конь · h4 чёрная пешка · e3 белая пешка · f3 белая пешка · e2 белый король · h2 белая пешка | d8 чёрный король · a7 белая ладья · h7 чёрная пешка · c6 чёрная пешка · e6 чёрная пешка · g6 чёрная пешка · h6 чёрный ферзь · e4 белый конь · h4 чёрная пешка · e3 белая пешка · f3 белая пешка · e2 белый король · h2 белая пешка | d8 чёрный король · a7 белая ладья · h7 чёрная пешка · c6 чёрная пешка · e6 чёрная пешка · g6 чёрная пешка · h6 чёрный ферзь · e4 белый конь · h4 чёрная пешка · e3 белая пешка · f3 белая пешка · e2 белый король · h2 белая пешка | d8 чёрный король · a7 белая ладья · h7 чёрная пешка · c6 чёрная пешка · e6 чёрная пешка · g6 чёрная пешка · h6 чёрный ферзь · e4 белый конь · h4 чёрная пешка · e3 белая пешка · f3 белая пешка · e2 белый король · h2 белая пешка | 8 |
| 7 | d8 чёрный король · a7 белая ладья · h7 чёрная пешка · c6 чёрная пешка · e6 чёрная пешка · g6 чёрная пешка · h6 чёрный ферзь · e4 белый конь · h4 чёрная пешка · e3 белая пешка · f3 белая пешка · e2 белый король · h2 белая пешка | d8 чёрный король · a7 белая ладья · h7 чёрная пешка · c6 чёрная пешка · e6 чёрная пешка · g6 чёрная пешка · h6 чёрный ферзь · e4 белый конь · h4 чёрная пешка · e3 белая пешка · f3 белая пешка · e2 белый король · h2 белая пешка | d8 чёрный король · a7 белая ладья · h7 чёрная пешка · c6 чёрная пешка · e6 чёрная пешка · g6 чёрная пешка · h6 чёрный ферзь · e4 белый конь · h4 чёрная пешка · e3 белая пешка · f3 белая пешка · e2 белый король · h2 белая пешка | d8 чёрный король · a7 белая ладья · h7 чёрная пешка · c6 чёрная пешка · e6 чёрная пешка · g6 чёрная пешка · h6 чёрный ферзь · e4 белый конь · h4 чёрная пешка · e3 белая пешка · f3 белая пешка · e2 белый король · h2 белая пешка | d8 чёрный король · a7 белая ладья · h7 чёрная пешка · c6 чёрная пешка · e6 чёрная пешка · g6 чёрная пешка · h6 чёрный ферзь · e4 белый конь · h4 чёрная пешка · e3 белая пешка · f3 белая пешка · e2 белый король · h2 белая пешка | d8 чёрный король · a7 белая ладья · h7 чёрная пешка · c6 чёрная пешка · e6 чёрная пешка · g6 чёрная пешка · h6 чёрный ферзь · e4 белый конь · h4 чёрная пешка · e3 белая пешка · f3 белая пешка · e2 белый король · h2 белая пешка | d8 чёрный король · a7 белая ладья · h7 чёрная пешка · c6 чёрная пешка · e6 чёрная пешка · g6 чёрная пешка · h6 чёрный ферзь · e4 белый конь · h4 чёрная пешка · e3 белая пешка · f3 белая пешка · e2 белый король · h2 белая пешка | d8 чёрный король · a7 белая ладья · h7 чёрная пешка · c6 чёрная пешка · e6 чёрная пешка · g6 чёрная пешка · h6 чёрный ферзь · e4 белый конь · h4 чёрная пешка · e3 белая пешка · f3 белая пешка · e2 белый король · h2 белая пешка | 7 |
| 6 | d8 чёрный король · a7 белая ладья · h7 чёрная пешка · c6 чёрная пешка · e6 чёрная пешка · g6 чёрная пешка · h6 чёрный ферзь · e4 белый конь · h4 чёрная пешка · e3 белая пешка · f3 белая пешка · e2 белый король · h2 белая пешка | d8 чёрный король · a7 белая ладья · h7 чёрная пешка · c6 чёрная пешка · e6 чёрная пешка · g6 чёрная пешка · h6 чёрный ферзь · e4 белый конь · h4 чёрная пешка · e3 белая пешка · f3 белая пешка · e2 белый король · h2 белая пешка | d8 чёрный король · a7 белая ладья · h7 чёрная пешка · c6 чёрная пешка · e6 чёрная пешка · g6 чёрная пешка · h6 чёрный ферзь · e4 белый конь · h4 чёрная пешка · e3 белая пешка · f3 белая пешка · e2 белый король · h2 белая пешка | d8 чёрный король · a7 белая ладья · h7 чёрная пешка · c6 чёрная пешка · e6 чёрная пешка · g6 чёрная пешка · h6 чёрный ферзь · e4 белый конь · h4 чёрная пешка · e3 белая пешка · f3 белая пешка · e2 белый король · h2 белая пешка | d8 чёрный король · a7 белая ладья · h7 чёрная пешка · c6 чёрная пешка · e6 чёрная пешка · g6 чёрная пешка · h6 чёрный ферзь · e4 белый конь · h4 чёрная пешка · e3 белая пешка · f3 белая пешка · e2 белый король · h2 белая пешка | d8 чёрный король · a7 белая ладья · h7 чёрная пешка · c6 чёрная пешка · e6 чёрная пешка · g6 чёрная пешка · h6 чёрный ферзь · e4 белый конь · h4 чёрная пешка · e3 белая пешка · f3 белая пешка · e2 белый король · h2 белая пешка | d8 чёрный король · a7 белая ладья · h7 чёрная пешка · c6 чёрная пешка · e6 чёрная пешка · g6 чёрная пешка · h6 чёрный ферзь · e4 белый конь · h4 чёрная пешка · e3 белая пешка · f3 белая пешка · e2 белый король · h2 белая пешка | d8 чёрный король · a7 белая ладья · h7 чёрная пешка · c6 чёрная пешка · e6 чёрная пешка · g6 чёрная пешка · h6 чёрный ферзь · e4 белый конь · h4 чёрная пешка · e3 белая пешка · f3 белая пешка · e2 белый король · h2 белая пешка | 6 |
| 5 | d8 чёрный король · a7 белая ладья · h7 чёрная пешка · c6 чёрная пешка · e6 чёрная пешка · g6 чёрная пешка · h6 чёрный ферзь · e4 белый конь · h4 чёрная пешка · e3 белая пешка · f3 белая пешка · e2 белый король · h2 белая пешка | d8 чёрный король · a7 белая ладья · h7 чёрная пешка · c6 чёрная пешка · e6 чёрная пешка · g6 чёрная пешка · h6 чёрный ферзь · e4 белый конь · h4 чёрная пешка · e3 белая пешка · f3 белая пешка · e2 белый король · h2 белая пешка | d8 чёрный король · a7 белая ладья · h7 чёрная пешка · c6 чёрная пешка · e6 чёрная пешка · g6 чёрная пешка · h6 чёрный ферзь · e4 белый конь · h4 чёрная пешка · e3 белая пешка · f3 белая пешка · e2 белый король · h2 белая пешка | d8 чёрный король · a7 белая ладья · h7 чёрная пешка · c6 чёрная пешка · e6 чёрная пешка · g6 чёрная пешка · h6 чёрный ферзь · e4 белый конь · h4 чёрная пешка · e3 белая пешка · f3 белая пешка · e2 белый король · h2 белая пешка | d8 чёрный король · a7 белая ладья · h7 чёрная пешка · c6 чёрная пешка · e6 чёрная пешка · g6 чёрная пешка · h6 чёрный ферзь · e4 белый конь · h4 чёрная пешка · e3 белая пешка · f3 белая пешка · e2 белый король · h2 белая пешка | d8 чёрный король · a7 белая ладья · h7 чёрная пешка · c6 чёрная пешка · e6 чёрная пешка · g6 чёрная пешка · h6 чёрный ферзь · e4 белый конь · h4 чёрная пешка · e3 белая пешка · f3 белая пешка · e2 белый король · h2 белая пешка | d8 чёрный король · a7 белая ладья · h7 чёрная пешка · c6 чёрная пешка · e6 чёрная пешка · g6 чёрная пешка · h6 чёрный ферзь · e4 белый конь · h4 чёрная пешка · e3 белая пешка · f3 белая пешка · e2 белый король · h2 белая пешка | d8 чёрный король · a7 белая ладья · h7 чёрная пешка · c6 чёрная пешка · e6 чёрная пешка · g6 чёрная пешка · h6 чёрный ферзь · e4 белый конь · h4 чёрная пешка · e3 белая пешка · f3 белая пешка · e2 белый король · h2 белая пешка | 5 |
| 4 | d8 чёрный король · a7 белая ладья · h7 чёрная пешка · c6 чёрная пешка · e6 чёрная пешка · g6 чёрная пешка · h6 чёрный ферзь · e4 белый конь · h4 чёрная пешка · e3 белая пешка · f3 белая пешка · e2 белый король · h2 белая пешка | d8 чёрный король · a7 белая ладья · h7 чёрная пешка · c6 чёрная пешка · e6 чёрная пешка · g6 чёрная пешка · h6 чёрный ферзь · e4 белый конь · h4 чёрная пешка · e3 белая пешка · f3 белая пешка · e2 белый король · h2 белая пешка | d8 чёрный король · a7 белая ладья · h7 чёрная пешка · c6 чёрная пешка · e6 чёрная пешка · g6 чёрная пешка · h6 чёрный ферзь · e4 белый конь · h4 чёрная пешка · e3 белая пешка · f3 белая пешка · e2 белый король · h2 белая пешка | d8 чёрный король · a7 белая ладья · h7 чёрная пешка · c6 чёрная пешка · e6 чёрная пешка · g6 чёрная пешка · h6 чёрный ферзь · e4 белый конь · h4 чёрная пешка · e3 белая пешка · f3 белая пешка · e2 белый король · h2 белая пешка | d8 чёрный король · a7 белая ладья · h7 чёрная пешка · c6 чёрная пешка · e6 чёрная пешка · g6 чёрная пешка · h6 чёрный ферзь · e4 белый конь · h4 чёрная пешка · e3 белая пешка · f3 белая пешка · e2 белый король · h2 белая пешка | d8 чёрный король · a7 белая ладья · h7 чёрная пешка · c6 чёрная пешка · e6 чёрная пешка · g6 чёрная пешка · h6 чёрный ферзь · e4 белый конь · h4 чёрная пешка · e3 белая пешка · f3 белая пешка · e2 белый король · h2 белая пешка | d8 чёрный король · a7 белая ладья · h7 чёрная пешка · c6 чёрная пешка · e6 чёрная пешка · g6 чёрная пешка · h6 чёрный ферзь · e4 белый конь · h4 чёрная пешка · e3 белая пешка · f3 белая пешка · e2 белый король · h2 белая пешка | d8 чёрный король · a7 белая ладья · h7 чёрная пешка · c6 чёрная пешка · e6 чёрная пешка · g6 чёрная пешка · h6 чёрный ферзь · e4 белый конь · h4 чёрная пешка · e3 белая пешка · f3 белая пешка · e2 белый король · h2 белая пешка | 4 |
| 3 | d8 чёрный король · a7 белая ладья · h7 чёрная пешка · c6 чёрная пешка · e6 чёрная пешка · g6 чёрная пешка · h6 чёрный ферзь · e4 белый конь · h4 чёрная пешка · e3 белая пешка · f3 белая пешка · e2 белый король · h2 белая пешка | d8 чёрный король · a7 белая ладья · h7 чёрная пешка · c6 чёрная пешка · e6 чёрная пешка · g6 чёрная пешка · h6 чёрный ферзь · e4 белый конь · h4 чёрная пешка · e3 белая пешка · f3 белая пешка · e2 белый король · h2 белая пешка | d8 чёрный король · a7 белая ладья · h7 чёрная пешка · c6 чёрная пешка · e6 чёрная пешка · g6 чёрная пешка · h6 чёрный ферзь · e4 белый конь · h4 чёрная пешка · e3 белая пешка · f3 белая пешка · e2 белый король · h2 белая пешка | d8 чёрный король · a7 белая ладья · h7 чёрная пешка · c6 чёрная пешка · e6 чёрная пешка · g6 чёрная пешка · h6 чёрный ферзь · e4 белый конь · h4 чёрная пешка · e3 белая пешка · f3 белая пешка · e2 белый король · h2 белая пешка | d8 чёрный король · a7 белая ладья · h7 чёрная пешка · c6 чёрная пешка · e6 чёрная пешка · g6 чёрная пешка · h6 чёрный ферзь · e4 белый конь · h4 чёрная пешка · e3 белая пешка · f3 белая пешка · e2 белый король · h2 белая пешка | d8 чёрный король · a7 белая ладья · h7 чёрная пешка · c6 чёрная пешка · e6 чёрная пешка · g6 чёрная пешка · h6 чёрный ферзь · e4 белый конь · h4 чёрная пешка · e3 белая пешка · f3 белая пешка · e2 белый король · h2 белая пешка | d8 чёрный король · a7 белая ладья · h7 чёрная пешка · c6 чёрная пешка · e6 чёрная пешка · g6 чёрная пешка · h6 чёрный ферзь · e4 белый конь · h4 чёрная пешка · e3 белая пешка · f3 белая пешка · e2 белый король · h2 белая пешка | d8 чёрный король · a7 белая ладья · h7 чёрная пешка · c6 чёрная пешка · e6 чёрная пешка · g6 чёрная пешка · h6 чёрный ферзь · e4 белый конь · h4 чёрная пешка · e3 белая пешка · f3 белая пешка · e2 белый король · h2 белая пешка | 3 |
| 2 | d8 чёрный король · a7 белая ладья · h7 чёрная пешка · c6 чёрная пешка · e6 чёрная пешка · g6 чёрная пешка · h6 чёрный ферзь · e4 белый конь · h4 чёрная пешка · e3 белая пешка · f3 белая пешка · e2 белый король · h2 белая пешка | d8 чёрный король · a7 белая ладья · h7 чёрная пешка · c6 чёрная пешка · e6 чёрная пешка · g6 чёрная пешка · h6 чёрный ферзь · e4 белый конь · h4 чёрная пешка · e3 белая пешка · f3 белая пешка · e2 белый король · h2 белая пешка | d8 чёрный король · a7 белая ладья · h7 чёрная пешка · c6 чёрная пешка · e6 чёрная пешка · g6 чёрная пешка · h6 чёрный ферзь · e4 белый конь · h4 чёрная пешка · e3 белая пешка · f3 белая пешка · e2 белый король · h2 белая пешка | d8 чёрный король · a7 белая ладья · h7 чёрная пешка · c6 чёрная пешка · e6 чёрная пешка · g6 чёрная пешка · h6 чёрный ферзь · e4 белый конь · h4 чёрная пешка · e3 белая пешка · f3 белая пешка · e2 белый король · h2 белая пешка | d8 чёрный король · a7 белая ладья · h7 чёрная пешка · c6 чёрная пешка · e6 чёрная пешка · g6 чёрная пешка · h6 чёрный ферзь · e4 белый конь · h4 чёрная пешка · e3 белая пешка · f3 белая пешка · e2 белый король · h2 белая пешка | d8 чёрный король · a7 белая ладья · h7 чёрная пешка · c6 чёрная пешка · e6 чёрная пешка · g6 чёрная пешка · h6 чёрный ферзь · e4 белый конь · h4 чёрная пешка · e3 белая пешка · f3 белая пешка · e2 белый король · h2 белая пешка | d8 чёрный король · a7 белая ладья · h7 чёрная пешка · c6 чёрная пешка · e6 чёрная пешка · g6 чёрная пешка · h6 чёрный ферзь · e4 белый конь · h4 чёрная пешка · e3 белая пешка · f3 белая пешка · e2 белый король · h2 белая пешка | d8 чёрный король · a7 белая ладья · h7 чёрная пешка · c6 чёрная пешка · e6 чёрная пешка · g6 чёрная пешка · h6 чёрный ферзь · e4 белый конь · h4 чёрная пешка · e3 белая пешка · f3 белая пешка · e2 белый король · h2 белая пешка | 2 |
| 1 | d8 чёрный король · a7 белая ладья · h7 чёрная пешка · c6 чёрная пешка · e6 чёрная пешка · g6 чёрная пешка · h6 чёрный ферзь · e4 белый конь · h4 чёрная пешка · e3 белая пешка · f3 белая пешка · e2 белый король · h2 белая пешка | d8 чёрный король · a7 белая ладья · h7 чёрная пешка · c6 чёрная пешка · e6 чёрная пешка · g6 чёрная пешка · h6 чёрный ферзь · e4 белый конь · h4 чёрная пешка · e3 белая пешка · f3 белая пешка · e2 белый король · h2 белая пешка | d8 чёрный король · a7 белая ладья · h7 чёрная пешка · c6 чёрная пешка · e6 чёрная пешка · g6 чёрная пешка · h6 чёрный ферзь · e4 белый конь · h4 чёрная пешка · e3 белая пешка · f3 белая пешка · e2 белый король · h2 белая пешка | d8 чёрный король · a7 белая ладья · h7 чёрная пешка · c6 чёрная пешка · e6 чёрная пешка · g6 чёрная пешка · h6 чёрный ферзь · e4 белый конь · h4 чёрная пешка · e3 белая пешка · f3 белая пешка · e2 белый король · h2 белая пешка | d8 чёрный король · a7 белая ладья · h7 чёрная пешка · c6 чёрная пешка · e6 чёрная пешка · g6 чёрная пешка · h6 чёрный ферзь · e4 белый конь · h4 чёрная пешка · e3 белая пешка · f3 белая пешка · e2 белый король · h2 белая пешка | d8 чёрный король · a7 белая ладья · h7 чёрная пешка · c6 чёрная пешка · e6 чёрная пешка · g6 чёрная пешка · h6 чёрный ферзь · e4 белый конь · h4 чёрная пешка · e3 белая пешка · f3 белая пешка · e2 белый король · h2 белая пешка | d8 чёрный король · a7 белая ладья · h7 чёрная пешка · c6 чёрная пешка · e6 чёрная пешка · g6 чёрная пешка · h6 чёрный ферзь · e4 белый конь · h4 чёрная пешка · e3 белая пешка · f3 белая пешка · e2 белый король · h2 белая пешка | d8 чёрный король · a7 белая ладья · h7 чёрная пешка · c6 чёрная пешка · e6 чёрная пешка · g6 чёрная пешка · h6 чёрный ферзь · e4 белый конь · h4 чёрная пешка · e3 белая пешка · f3 белая пешка · e2 белый король · h2 белая пешка | 1 |
|   | a | b | c | d | e | f | g | h |   |

Решение:

1. Кe4–d6 (угрожая вилкой на f7) Фh6–h5

2. Лa7–a5! c6-c5 Брать ладью на этом и следующем ходу нельзя из-за вилки на b7.

3. Лa5:c5! e5

4. Лc5:e5! g5

5. Лc5:g5!, и от вилки на f7 чёрным не уйти.

## Труды
- Die deutschen Lehnwörter im Lettischen. Inaugural-Dissertation zur Erlangung der Doktorwürde der Hohen Philosophischen Fakultät I der Universität Zürich. Zürich 1918.
- Endspielstudien. Berlin, Leipzig, Vereinigung wissenschaftl. Verleger W. de Gruyter & Co., 1922.
- Sprachlich-kulturhistorische Untersuchungen vornehmlich über den deutschen Einfluß im Lettischen. Leipzig 1936.